# Dinera albida
Dinera albida là một loài ruồi trong họ Tachinidae.